# جوفري تورفيتش
جوفري تورفيتش (بالفرنسية: Joffrey Torvic)‏ هو لاعب كرة قدم فرنسي في مركز الوسط، ولد في 13 نوفمبر 1990 في Draveil ‏ في فرنسا. لعب مع نادي بوفيه.

## وصلات خارجية
- جوفري تورفيتش على موقع قاعدة بيانات كرة القدم.إي يو (الإنجليزية)
- جوفري تورفيتش على موقع Soccerway.com (الإنجليزية)